# Krugersdorp
Krugersdorp este un oraș în partea de NE a Africii de Sud, în Provincia Gauteng. Fondat în 1887, după descoperirea zăcămintelor de aur și numit după Paul Kruger, președinte sudafrican.
Exploatare de aur, mangan, azbest și calcar. Aproape de oraș se găsește sistemul de peșteri Sterkfontein, unde au fost descoperite fosile de umanoizi vechi de peste 3 milioane de ani.